# Takehito Koyasu
Takehito Koyasu (jap. 子安 武人 Koyasu Takehito; ur. 5 maja 1967 w Jokohamie) – japoński seiyū, narrator i mangaka. Okazjonalnie użycza też głosu w dubbingu.

## Kariera
Takehito jest częścią kwartetu seiyū Weiß składającego się z Shin’ichirō Miki, Tomokazu Seki i Hiro Yūki z anime Weiss Kreuz. Pracował dla Production Baobab, ale obecnie jest szefem T's Factory, firmy zatrudniającej seiyū, którą założył w 1998 roku. Takehito jest również twórcą serii Weiß, jest też autorem mangi Weiß Side B. W tworzeniu Weiß Kreuz, Takehito został zainspirowany starą serią pt. Sure Death. Często występuje pod pseudonimem Hayato Jumonji, szczególnie w H anime.

## Filmografia
Ważniejsze role są pogrubione

### Seriale anime
- Air Master (Fukamichi)
- Angel Links (Warren)
- Angel Sanctuary (Sakuya Kira)
- Angelique (Olivie)
- Arslan senki (Guiscard)
- Arakawa Under the Bridge (Siostra)
- Area 88 (Shin Kazama)
- Argento Soma (Dan Simmonds)
- Aries (Minos)
- Atak Tytanów (Zeke Jaeger)
- Baccano! (Luck Gandor)
- Kosmiczne wojny (Optimus Primal)
- Betterman (Lamia)
- Beyblade (Balkov)
- Bobobō-bo Bō-bobo (Bobobō-bo Bō-bobo)
- Bleach (Pesche Guatiche)
- Brave10 (Date Masamune)
- Captain Tsubasa: Road to 2002 (dorosły Kojiro Hyuga)
- Chrome Shelled Regios (Karian Loss)
- Demonbane (Winfield)
- DNA² (Ryuji Sugashita)
- Dog Days (Rolan Martinozzi)
- Dragon Drive (Rokkaku)
- Excel Saga (Il Palazzo)
- Final Fantasy: Unlimited (Pist Shaz the 11th)
- Fire Emblem (Nabarl)
- Shin Hokuto no Ken (Kenshiro)
- Full Metal Panic! (Zaiede)
- Fullmetal Alchemist (Lujon)
- Fullmetal Alchemist: Brotherhood (brat Scara)
- Gad Guard (Takenaka)
- Gate Keepers (Choutarou Banba)
- Gestalt (Ojciec Oliver)
- GetBackers (Juubei Kakei)
- Gintama (Takasugi Shinsuke)
- Gravitation (Sakano)
- Gungrave (Balladbird Lee)
- Hakushaku to yōsei (Kelpie)
- Hanasakeru Seishōnen (Quinza)
- Harlock Saga (Fasolt)
- Alicja w Krainie Serc (Julius Monrey)
- Hellsing (Luke Valentine)
- Hungry Heart: Wild Striker (Kanō Seisuke)
- Hunter × Hunter (Dalzollene)
- High School DxD (Riser Phoenix)
- Initial D (Ryosuke Takahashi)
- InuYasha (Gatenmaru)
- Jigoku shōjo (Yoshiyuki Honjō)
- JoJo’s Bizarre Adventure (Brando Dio)
- JoJo’s Bizarre Adventure: Stardust Crusaders (Brando Dio)
- Jujutsu Kaisen (Fushiguro Toji)
- Kagihime Monogatari Eikyū Alice Rondo (Alternate L. Takion)
- Kaleido Star (Fool)
- K.O. Century Beast Warriors (Bud Mint)
- Koutetsu Sangokushi (Shoukatsuryou Koumei)
- The Law of Ueki (Li Ho)
- Lemon Angel Project (Shinya Himuro)
- Level E (Kaptain Kraft)
- Loveless (Ritsu Minami)
- Macross 7 (Gamlin Kizaki)
- Magic User's Club (Ayanojyo Aburatsubo)
- Mahoromatic (Ryuuga Toh)
- Majin Tantei Nōgami Neuro (Nōgami Neuro)
- Major (Shigeharu Honda)
- Mamoru-kun ni Megami no Shukufuku wo! (Johan Deiter Rudiger)
- Magister Negi Magi (Nagi Springfield)
- Majutsushi Orphen (Flameheart)
- Majutsushi Orphen Revenge (Flamesoul)
- Meine Liebe (Isaac Cavendish)
- Meine Liebe Wieder (Isaac Cavendish)
- Mobile Suit Gundam Seed (Mu La Flaga)
- Mobile Suit Gundam Seed Destiny (Mu La Flaga, Neo Roanoke)
- Shin Kidōsenki Gundam Wing (Milliardo Peacecraft/Zechs Merquise)
- Muminki (Włóczykij)
- The Mythical Detective Loki Ragnarok (Mysterious Thief Freyr)
- Myself; Yourself (Syusuke Wakatsuki)
- Nazca (Masanari Tate)
- Neon Genesis Evangelion (Shigeru Aoba)
- Needless (Adam Blade)
- One Piece (Aokiji)
- Ouran High School Host Club (Ryoji „Ranka” Fujioka)
- Overman King Gainer (Asuham Boone)
- Papa to Kiss in the Dark (Takayuki Utsunomiya)
- Papuwa (Harlem)
- Persona -trinity soul- (Ryō Kanzato)
- Planetes (Yuri Mihairokoh)
- Pocket Monsters (Kosaburō, Danku)
- Prétear (Tanaka)
- Królewna Śnieżka (Książę Ryszard)
- Kuragehime (Hanamori Yoshio)
- Princess Lover! (Vincent Van Hossen)
- Ragnarok the Animation (Keough)
- Ranma ½ (Daisuke)
- Red Garden (Hervé Girardot)
- Rewolucjonistka Utena (Kiryuu Touga)
- Rosario + Vampire (Narrator)
- Przygody Syrenki (Książę Krystian)
- Saber Marionette J (Mitsurugi Hanagata)
- Colourcloud Palace (Sakujun Sa)
- Saint Seiya (Wyvern Rhadamanthys)
- Saint Seiya: The Lost Canvas (Nasu Veronica)
- Sakura Wars (Yūichi Kayama)
- Samurai 7 (Amanushi)
- Samurai Champloo (Umanosuke)
- Samurai Deeper Kyō (Hatori Hanzo, Hotaru)
- Seikimatsu Occult Gakuin (JK)
- Sengoku Basara (Sarutobi Sasuke)
- Seto no Hanayome (Shark Fujishiro)
- Keroro gunsō (Kululu, Chibi Kulu)
- Król szamanów (Faust VIII)
- Shin Koihime Musou (Ukitsu (Yu Ji))
- Slayers: Magiczni wojownicy (Rezo, Copy Rezo)
- Slayers Great (Huey)
- Soul Eater (Excalibur)
- Spider Riders (Igneous)
- Sukisho (Yoru)
- Super Dragon Ball Heroes (Hearts)
- Spriggan (Jean Jacquemonde)
- Star Ocean EX (Dias Flac)
- Super Robot Wars Original Generation: Divine Wars (Shu Shirakawa)
- Tajemnica przeszłości (Hotohori)
- Tales of the Abyss (Jade Curtiss)
- Tenchi Muyo! (Yosho)
- The Third (Joganki)
- The Three Musketeers (Francois)
- Jūni kokuki (Keiki)
- To Love-Ru (Zastin)
- Tōkyō Babylon (Seishirō Sakurazuka)
- Tensei Shitara Slime Datta Ken (Clayman)
- Toward the Terra (Keith Anyan)
- Turn A Gundam (Gym Ghingham)
- Twin Spica (Lion-san)
- Uchū no kishi Tekkaman Blade (Shinya Aiba/Tekkaman Evil)
- Uragiri wa boku no namae o shitteiru (Takashiro Giou)
- Violet Evergarden (Claudia Hodgins)
- Wedding Peach (Sandora)
- Weiß Kreuz (Ran Fujimiya)
- Yakitate!! Japan (Ryo Kuroyanagi)
- Yu-Gi-Oh! Duel Monsters (Pandora)
- Yu-Gi-Oh! Duel Monsters GX (Takuma Saiou)
- YuYu Hakusho (Asato Kido)
- Zetsuai 1989 (Izumi Takuto)
- ZOE: 2167 IDOLO (Radium Levans)
- Happiness Charge Pretty Cure! (Oresky)
- Ascendance of a Bookworm (Benno)

### Gry
- Anima Mundi: Dark Alchemist (Bruno Glening)
- Another Century’s Episode 2 (Zechs Merquise)
- Ar tonelico II (Alfman Uranous)
- Battle Arena Toshinden (Kayin Amoh)
- Catherine (Jonathan Ariga)
- Demonbane (PS2) (Winfield)
- Disgaea 2: Cursed Memories (Mr. Rabbit, Fubuki, Badass Overlord Zeta)
- Dynasty Warriors: Gundam (Zechs Merquise)
- Dynasty Warriors: Gundam 2 (Zechs Merquise, Gym Ghingnham)
- Family Project (Lau) (As Hayato Jumonji)
- Fist of the North Star: Ken's Rage (Rei)
- Galerians (Birdman)
- Growlanser III: The Dual Darkness (Zion)
- Guilty Gear (Eddie)
- THE iDOLM@STER SP Takao Kuroi
- Initial D Street Stage (Ryosuke Takahashi)
- The King of Fighters (Shingo Yabuki)
- Kingdom Hearts II (Seifer Almasy)
- The Legend of Heroes VI: Sora no Kiseki (Olivier Lenheim)
- League of Legends (Sett)
- Lux-Pain (Liu Yee)
- Musashi: Samurai Legend (Gandrake)
- Muv-Luv (Takahashi Ichimonji, Naoya Sagiri)
- Muv-Luv Alternative (Takahashi Ichimonji, Naoya Sagiri)
- Makai Kingdom: Chronicles Of The Sacred Tome (Phantom Kingdom) (Zetta)
- NANA (Takumi Ichinose])
- Nora to Toki no Kōbō: Kiri no Mori no Majo (Juka Waltnen)
- Rockman DASH 2 (Glyde)
- Persona 2 (Tatsuya Suou)
- Remember11: The Age of Infinity (Satoru Yukidoh)
- Resonance of Fate (Sullivan)
- SD Gundam G Generation World (Zechs Merquise/Miliardo Peacecraft, Mu La Flaga, Neo Roanoke)
- Sengoku Basara (Sarutobi Sasuke)
- Shadow Hearts: Covenant (Nicolas/Nicolai Conrad)
- Shining Force Neo (Klein)
- Super Robot Wars (Shu Shirakawa, Gym Ghingnham, Zechs Merquise/Miliardo Peacecraft, Mu La Flaga, Neo Roanoke, Gamrin Kizaki, Abe no Seimei, Asuham Boone)
- Tales of the Abyss (Jade Curtiss)
- Tokimeki Memorial Girl’s Side (Himuro Reiichi)
- Valkyrie Profile: Lenneth (Lezard Valeth)
- Valkyrie Profile 2: Silmeria (Lezard Valeth)
- Yakuza Kiwami 2 (Kei Ibuchi)